# World Finance Tower
La World Finance Tower est un gratte-ciel de 212 mètres construit en 1997 à Shanghaï en Chine.